# Молали
Молали́ (каз. Молалы) — село у складі Аксуського району Жетисуської області Казахстану. Адміністративний центр  Молалинського сільського округу.
У радянські часи село називалось Мулали, до 2013 року мало статус селища.
Населення — 240 осіб (2021; 213 у 2009, 430 у 1999, 724 у 1989).